# Villa Walpole
Villa Walpole è una delle ville storiche di Napoli, sita in via Ponti Rossi.
La struttura si presenta con un muro di cinta merlato con torrino, ed è circondata da una notevole vegetazione lussureggiante. 
Dopo il periodo della Restaurazione, il cardinale Firrao aveva costruito una casa colonica con ampio podere donatogli da Giuseppe Bonaparte; in seguito, questa, passò alla famiglia Marulli d'Ascoli che vi realizzò il giardino all'inglese. 
Passata ad Ernesto Del Balzo, questi, la denominò villa Walpole, in onore della defunta moglie, Lady Dorothy Walpole figlia di Horace Walpole, IV conte di Orford. In seguito, sempre per volontà di costui, fu donata all'Ordine di Malta, con la sola pretesa di destinarla a scopi assistenziali; infatti, fu proprio così che sino al 1970, la struttura ospitò l'Istituto Ortofrenico Michele Sciutti. La villa è stata oggetto di vari rifacimenti, prima di essere vincolata dalla legge 1089 del 1939.
L'antico fabbricato, sino a poco tempo fa in mediocre condizioni conservative, risulta oggi ristrutturato e recuperato, grazie ai Domenicani; è destinato a casa di riposo per anziani. Il giardino, in particolare, ha ancora la sua primitiva struttura ed ornato da alberi di alto fusto.